# Isabel Bayrakdarian
Isabel Bayrakdarian, née en 1974 à Zahlé (Liban), est une soprano canadienne.

## Biographie
Née au Liban et d'origine arménienne, Isabel Bayrakdarian émigre au Canada alors qu'elle est adolescente. Elle sort diplômée en génie biomédical de l'université de Toronto en 1997. Chanteuse soprano, elle remporte le premier prix du concours international Operalia en 2000 et se lance dans une carrière à l'opéra, se produisant dans les salles les plus prestigieuses. En 2002, elle interprète la chanson Evenstar pour la bande originale du film Le Seigneur des anneaux : Les Deux Tours. De 2004 à 2007, elle a remporté quatre fois consécutivement le prix Juno de la meilleure interprétation vocale sur un album de musique classique.
Elle s'est mariée avec le pianiste Serouj Kradjian en 2004. Le couple a deux enfants.